# Tekke-Moschee (Ohrid)

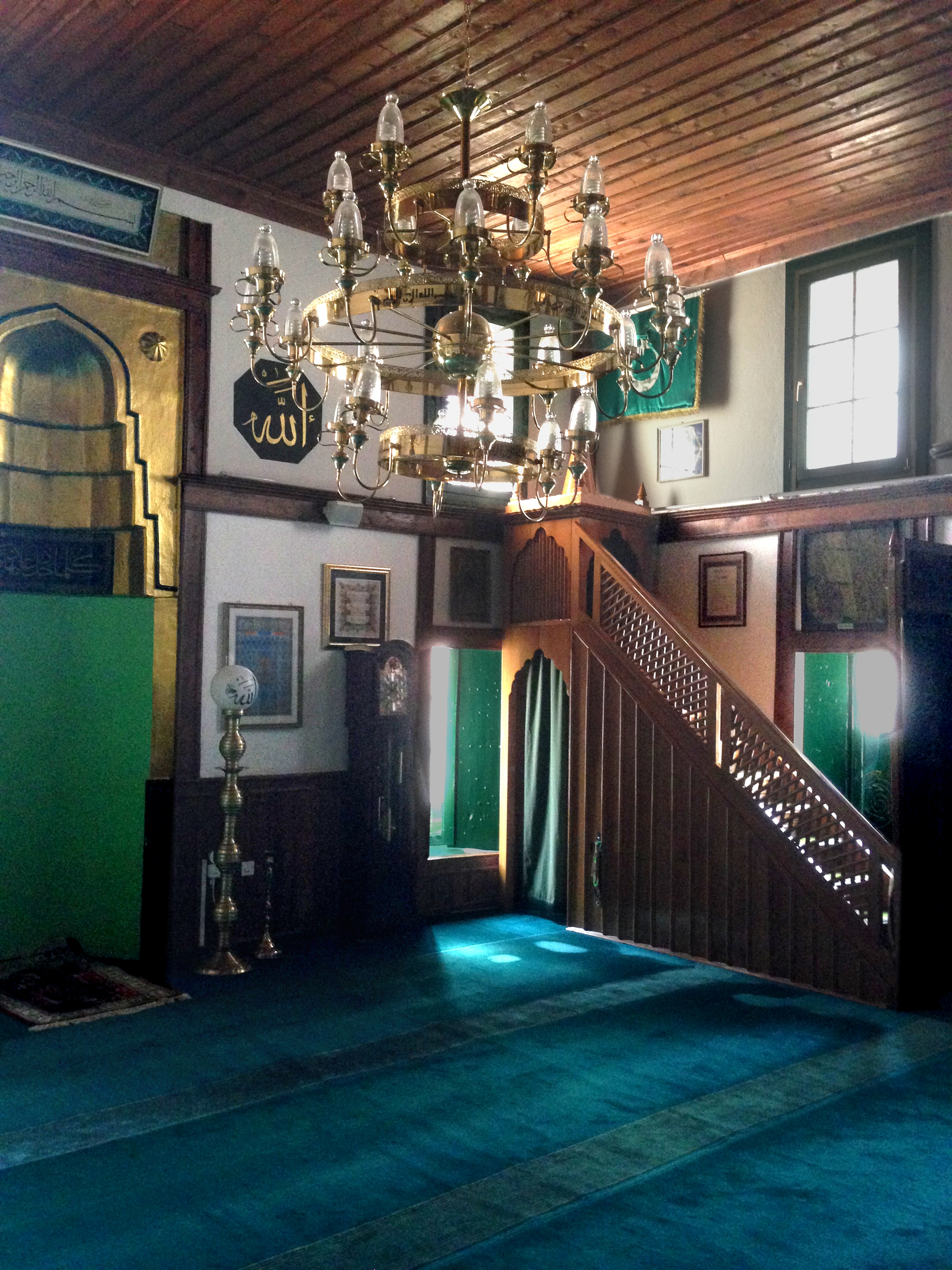
Ansicht des Betsaals (2018)

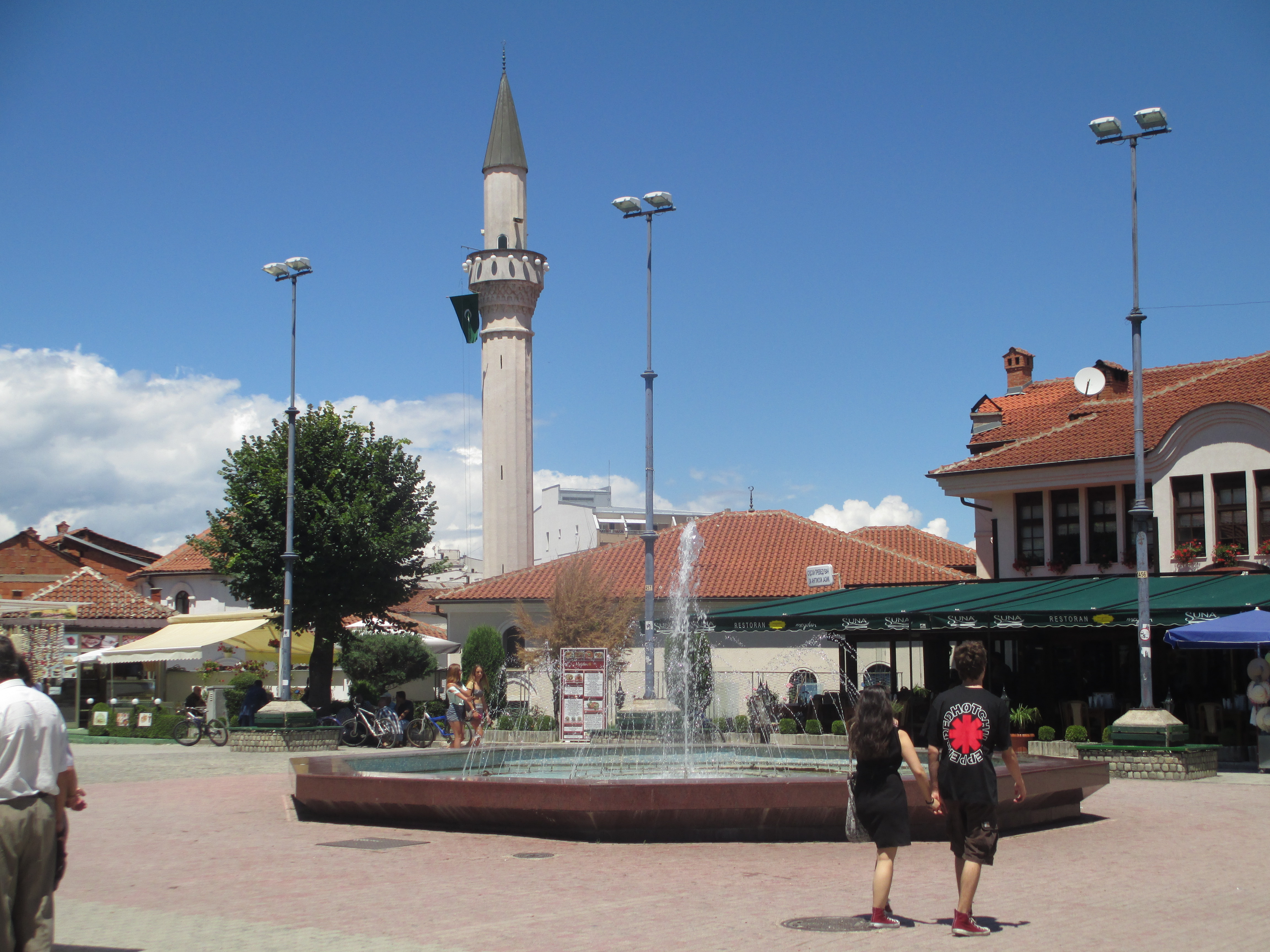
Die Türbe, die Moschee mit Minarett und das Haus des Scheichs Kadri von links nach rechts am Platanenplatz (2014)

Die Tekke-Moschee (mazedonisch Теќиската џамија Teḱiskata džamija; albanisch Xhamia e Teqesë; türkisch Tekke Camii) ist eine Moschee und die einzige Tekke in der nordmazedonischen Stadt und im Muftiat Ohrid. Da die Moschee 1590 als Vermächtnis Zeynel Abedin Paschas errichtet wurde, wird sie nicht selten Zeynel-Abedin-Pascha-Moschee genannt (mazedonisch Зејнел Абедин-пашина џамија Zejnel Abedin-pašina džamija; albanisch Xhamia e Zejnel Abedin Pashës; türkisch Zeynel Abedin Paşa Camii). Der Sufi-Orden wurde erst 1720 vom Halveti-Derwisch Mehmed Hayati gegründet. Sein Sarkophag steht in der Türbe. Das Gebäudeensemble ist denkmalgeschützt.

## Geographische Lage
Das Ensemble steht in der nördlichen Ecke zwischen der Straße „Goce Delčev“ und dem Platz „Kruševska Republika“ im nördlichen historischen Stadtkern, der von der UNESCO als Weltkulturerbe geschützt wird.
Die Straße ist besser als Teil der Promenade unter den Namen Čaršija/Çarshia (mazedonisch/albanisch), Korzo oder Pazar bekannt. Der Platz ist der alte Marktplatz und wird eher (Alter/Großer) Činar/Çinar genannt. Çınar bezeichnet auf Türkisch die dort stehende 900 Jahre alte Platane.
Die einzelnen Bauten sind wie folgt um den Sahn angeordnet: Im Südwesten zur Straße hin steht die Türbe, im Süden zum Platz hin befindet sich die Moschee mit dem Minarett an der südwestlichen Hausseite. Zum Ensemble gehört außerdem das an die Moschee im Südosten anschließende „Haus des Scheichs Kadri“. Ebenfalls im Sahn liegen zwei kleine Friedhöfe, einer neben der Moschee und ein anderer im hinteren Hofbereich, beide für die Tekke-Scheichs.
Das Minarett ragt dominant über die meist kleineren benachbarten Häuser und ist von weither sichtbar. Der Platanenplatz ist zusammen mit der Moschee und der Heiligen Himmelfahrtskirche der seligen Jungfrau Maria eines der beliebtesten Fotomotive des „Balkan-Jerusalems“.

## Architektur

### Moschee
Die 181 Quadratmeter große Moschee besteht aus einem rechteckigen einstöckigen Zentralbau und einem kleinen zweistöckigen Anbau an der nordwestlichen Frontseite. Das Gebäude ist nach Südosten (Qibla) gerichtet und hat ein Walmdach. Zum Betsaal gelangt man über einen Gang.
Das Minarett ist etwa 20 Meter hoch und verfügt über eine Scherefe.

### Türbe
Die Türbe und der angebaute geschlossene Şadırvan sind 102 Quadratmeter groß. Der Türbenbau mit sieben Bogenfenstern und einer Bogentür ist L-förmig und trägt einen achteckigen Tambour mit kleinen Bogenfenstern.
Die Sarkophage von neun Scheichs beherrschen das Innere der Türbe, darunter derjenige des Ordensgründers Pir Mehmed Hayati.

### Haus des Scheichs Kadri
Das Haus der Scheichs ist im „Konak“-Stil gebaut. Den zweistöckigen Bau mit Walmdach dominiert ein zentraler Erker an der Frontseite, die überdies von elf Sprossenfenstern unterbrochen ist. Die Grundfläche beträgt etwa 200 Quadratmeter.

## Geschichte

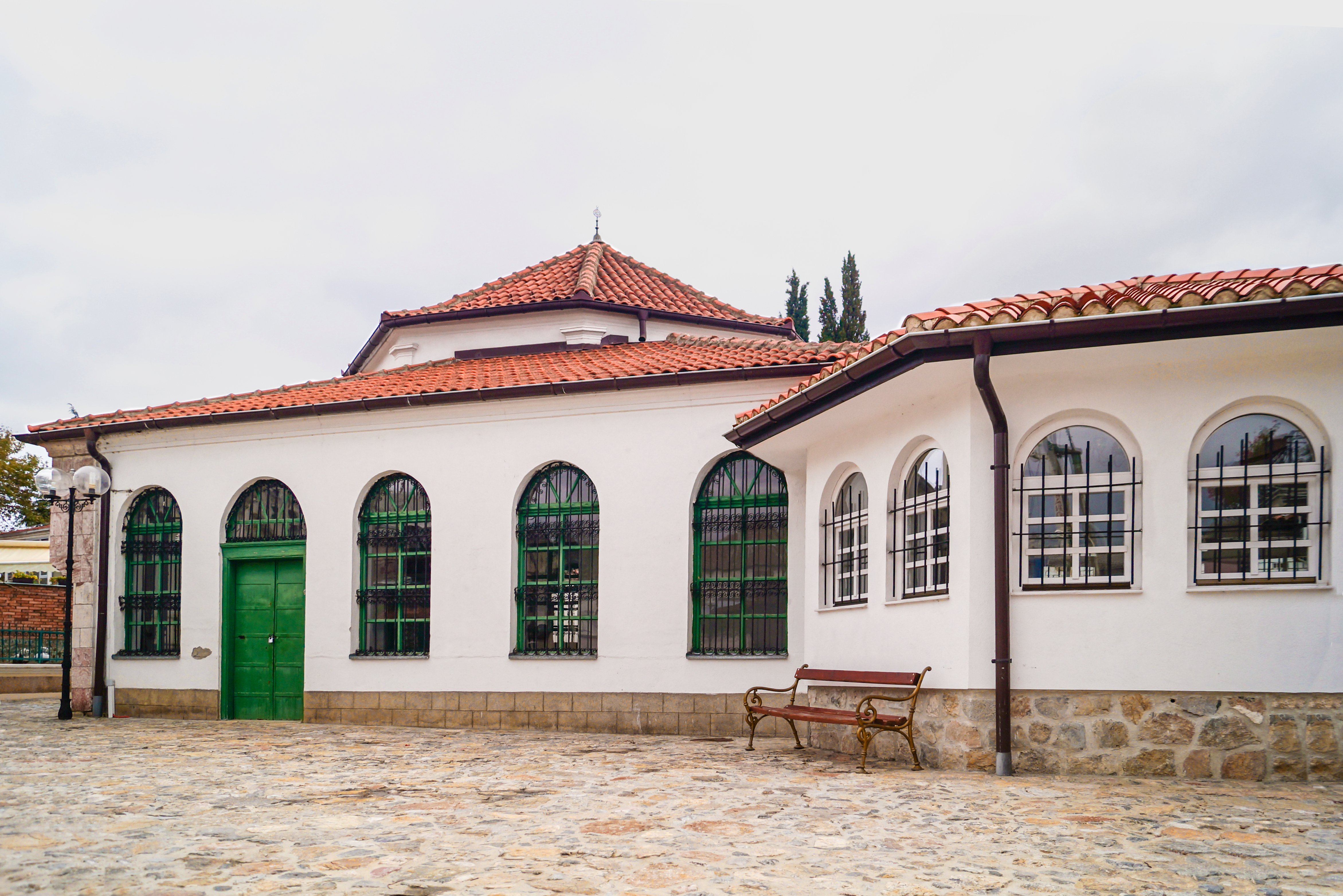
Ansicht der Türbe links und des Şadırvans rechts (2014)

Am Standort der heutigen Moschee wurde im 15. Jahrhundert eine Madrasa gegründet.
1590 scheint die Moschee erbaut worden zu sein. Im 17. Jahrhundert folgte der Minarettbau.
Der Halveti-Derwisch Pir Mehmed Hayati wurde von einem Scheich Hussein in Serres als dessen Nachfolger anerkannt (hillafet) und reiste daraufhin nach Ohrid, wo er 1720 mit einem Ferman des Sultans den Sufiorden gründete. Ab 1766 wurde in Ohrid der Scheich-Titel verliehen.
Im 19. Jahrhundert ließ Scheich Zekiriya Abdurrahman einen Şadırvan und zwischen 1897 und 1900 das „Haus des Scheichs Kadri“ als Wohnung für die Scheichs erbauen. Das heutige Haus ist ein typologischer Nachbau, da der Ursprungsbau abgerissen wurde. In ihm befindet sich eine Bibliothek mit alten Büchern in persischer und türkischer Sprache.
2012 wurden Moschee, Türbe und Şadırvan auf Antrag der Islamischen Glaubensgemeinschaft Mazedoniens mithilfe von TİKA restauriert.